# کلیلان
کلیلان یک منطقهٔ مسکونی در ایران است که در استان کرمان واقع شده‌است. کلیلان ۲۷ نفر جمعیت دارد.